# Buschallee (Berlin-Weißensee)
Die Buschallee ist ein verkehrsreicher Straßenzug im Berliner Ortsteil Weißensee zwischen der Berliner Allee und der Bezirksgrenze zu Lichtenberg (Ortsteil Alt-Hohenschönhausen). Die Allee entwickelte sich aus einem im 18. Jahrhundert nachgewiesenen Verbindungsweg zwischen den Gutsbezirken Hohenschönhausen und Weißensee, wurde aber in späteren Bebauungsplänen in ihrer Führung geändert.

## Verlauf und Geschichte
Der Straßenzug setzt sich gleichartig als Suermondtstraße fort. Die Wohnhäuser sind in Hufeisennummerierung mit Nr. 1 an der Südseite von der Berliner Allee ab bis zu Nr. 49 gezählt, an der Nordseite zurück mit den Nummern 50 bis 110. An der Nordseite mit Nr. 50a liegen Tennisplätze. Eine Lücke in der Zeilenbebauung zwischen Parzelle 93a und 94 steht für das nicht realisierte Projekt einer Straße 218. Die Gartenstraße kreuzt zwischen Nr. 7b/8 und 104/105 die Sulzfelder Straße. Sie geht nach Süden zwischen Nr. 23 und der Anlage vor Nr. 23a (Brillat-Savarin-Schule, Oberstufenzentrum Gastgewerbe) und zwischen 30/31 sowie 68–71 kreuzt die ebenfalls mit Mittelstreifen zweibahnige Hansastraße, in die die Straßenbahnlinie nach Falkenberg einbiegt. Diese letztere Kreuzung trägt die Bezeichnung Platz 30. Hier ging die vormalige (Hohen-)Schönhauser Straße in den Lauf der bestehenden Buschallee über. Zudem war nach Norden ein Anschluss an die Straße 220 (Piesporter Straße) vorgesehen.
Der Verlauf der Bezirksgrenze am Ostende der Buschallee ist den Straßenrändern untergeordnet. An der Südseite liegt die Buschallee bis zum Westrand des Orankestrands (Lichtenberger Weg), dessen Wegesbreite gehört zur Buschallee und der Ortsteil setzt sich am Nordrand der Suermondtstraße fort. Der ursprüngliche Verkehrsweg vom Dorf Weißensee zum Dorf Hohenschönhausen in den 1870er Jahren war namenlos und verlief nicht in der heutigen Trassierung. Eine inoffiziell „Schönhauser Straße“ genannte Verbindung (nach Befestigung 1871 amtlich benannt als Hohenschönhauser Straße) ging von der Falkenberger über die Gartenstraße nach Osten ab, ergänzt von einem mittleren Weg (im Verlauf der Buschallee) und dem Orankeweg (ab Lichtenberger Straße) über die Freifläche an den Pfühlen 1906 ist auf der Karte eine Straße südlich der Kirche zwischen Berliner und Gartenstraße und weiterfolgend ein der (späteren) Buschallee entsprechender Verlauf (südlich der Schönhauser Straße) im Straßenraster projektiert. 1916 erschien in den auf amtlichen Unterlagen basierenden Quellen die neue Straßenführung am westlichen Anschluss zur Berliner Allee als Straße 118. Zwischen Hansastraße und Berliner Allee wurden Wohnzeilen für Arbeiterfamilien ab 1918 nach Entwürfen von namhaften Architekten wie Bruno Taut und Franz Hoffmann errichtet, die unter Denkmalschutz stehen.
Die Buschallee besitzt zwei Richtungsfahrbahnen. 1938 wurde auf der vorhandenen Mittelfläche eine Straßenbahnstrecke angelegt; die zunächst geschaffene überwiegend zweigleisige Rumpfstrecke mit Umsetzmöglichkeit wurde 1951 zunächst eingleisig nach Hohenschönhausen verlängert. 1984 folgte der durchgehende zweigleisige Ausbau. Auf dem Grundstück Buschallee 69 befindet sich seit 1966 eine Wendeschleife. Die Buschallee gehört zu den übergeordneten Straßenverbindungen im Berliner Straßensystem.
Ihren Namen, mit dem der damalige Landrat im Kreis Niederbarnim Felix Busch bereits zu Lebzeiten geehrt wurde, erhielt die Allee im Jahr 1915.

## Einige ausgewählte Bauwerke entlang der Buschallee
Die Wohnhäuser der Buschallee 8–49 und 50–107 (Süd- und Nordseite) einschließlich deren Weiterführung in der Gartenstraße, Sulzfelder Straße und Kniprodeallee wurden im Auftrag der Gehag (Gemeinnützige Heimstätten-, Spar- und Bau-Gesellschaft) in den Jahren 1928 bis 1930 nach Plänen von Bruno Taut errichtet. Die viergeschossigen Häuserzeilen ziehen sich entlang der Buschallee auf rund einen Kilometer hin. Sie wurden jedoch in den folgenden Jahren baulich dahingehend verändert, dass die Fassaden mit einem Rauputz versehen und auch die Fassadengestaltung vereinfacht wurde. Auf der Nordseite wurde gar das Dachgeschoss durch den Einbau zusätzlicher Wohnungen in seiner ursprünglichen Form beeinträchtigt. Der Tautsche Baustil entspricht der Moderne, die Loggien zur Straßenseite hin sind breit und kastenartig ausgeführt und erinnern an die Taut-Bauten an der Erich-Weinert-Straße. Die ursprüngliche Farbgebung der Fassaden wurde in der DDR-Zeit auch geändert, nach Renovierungen in den späten 1990er Jahren jedoch teilweise wieder hergestellt. So sind die Loggienvorbauten auf der Nordseite in beige gehalten, die Wohnblocks dagegen in Dunkelrot und Graugrün. Die Taut’sche Gebäudezeile auf der Südseite weist dagegen auch weiße Flächen auf, die Fassaden der Hofseite sind aber ebenfalls graugrün. Die Eckgebäude der Blöcke sind abgetreppt und bieten eingefügte einstöckige Ladenanbauten.
Die Wohngebäude Buschallee 108/110 und die in der Berliner Allee fortgeführte Bebauung entstanden bereits um 1914 nach Entwurf von Carl James Bühring.
Die meisten der hier ausgewählten Wohnhäuser stehen in der Berliner Baudenkmalliste.

## Weiteres an der Straße
Erwähnenswert ist ein Sportstadion im Bereich Hansastraße, das bereits 1920 eröffnet wurde, das Stadion Buschallee.
Im nordwestlichen Bereich, wo die Buschallee in die Suermondtstraße übergeht, liegt das Naturschutzgebiet Fauler See.
Ebenfalls an die Buschallee grenzen die Kleingartenanlagen ‚Sonnenschein‘ und ‚Zur freien Stunde‘ die als Gartendenkmale geschützt sind.